# 護国同志会
護国同志会（ごこくどうしかい）は、1945年3月11日に結成された日本の政治団体。1945年8月15日に解散した。会長は井野碩哉であるが、実際は岸信介を中心として活動した。

## 概要
1945年、太平洋戦争の敗戦が濃厚になると一国一党を目指した東條英機や大麻唯男ら翼賛政治会の幹部たちは大日本政治会の結成に向けて動きだした。しかし、岸信介らはこの動きには加わらず東條らとは一線画す護国同志会を結成した。
岸の元に集まったメンバーには、政党解消以前に小会派に所属していた議員では赤城宗徳、小山亮、木村武雄、永山忠則、今井新造らが、翼賛選挙で初当選した議員では井野碩哉、橋本欣五郎、池田正之輔、中谷武世らが、立憲政友会に所属していた議員では船田中が（船田は1939年の政友会分裂後は政党解消まで政友会革新派所属）、社会大衆党に所属していた議員では杉山元治郎、三宅正一、川俣清音、前川正一が、といったように反東條の名のもとに多岐の会派から集結したといえる。
内務省は政治団体としての承認を拒否したが、陸軍の青年将校の支援を受けた。護国同志会は鈴木貫太郎内閣が本土決戦に消極的だとして倒閣運動を画策した。第87回帝国議会において小山亮が、鈴木総理の演説に含まれていた語句に委員会質問で釈明を求めて紛糾し、護国同志会も鈴木を非難する声明文書を発表した件（天罰発言事件）は、倒閣運動の一環であったとされる。しかし、この運動は大日本政治会が与党の立場を取ったために失敗に終わった。倒閣運動によって却って政局の不安定を招くと本土決戦の障害になると危惧した陸軍は南次郎大日本政治会総裁を通じて護国同志会の解散を工作した。一方、護国同志会側も大日本政治会が徹底抗戦を支持するなら合同もやむなしと考え、8月7日に南・井野会談が行われて8月15日付で大日本政治会への合同が決定された。だが、皮肉にもその15日に日本は終戦を迎えて大日本政治会も解散方針が決定されたため、護国同志会は合同されないまま約5ヶ月の活動に幕を下ろすることとなった。
戦後、護国同志会の会員が中心となり日本協同党が結成された。だが護国同志会は反東條であったものの戦争完遂を主張していた会派であったためメンバーの大半が公職追放となった。